# Ego psychology
 (octobre 2021).
L'Ego-psychology ou la psychologie du Moi est un concept introduit pour la première fois par Heinz Hartmann en 1937, dans un exposé à la Société psychanalytique de Vienne. Ce concept a fait l'objet de controverses parmi les psychanalystes. Ces idées furent très vite adoptées aux États-Unis alors qu'il faut attendre les années 1950 pour qu'elles trouvent un écho en Europe.

## Selon ses partisans
On trouve une traduction de l'ouvrage de Heinz Hartmann sous le titre La psychologie du Moi et le problème de l'adaptation. L'auteur veut élargir la psychanalyse freudienne à l'ensemble du champ de la conscience. Il insiste sur les fonctions aconflictuelles du Moi et sa fonction d'adaptation à la réalité.
En dehors de Hartmann, Ernst Kris, Rudolph Loewenstein et Paul Federn sont connus pour avoir contribué à l'édification de l'ego-psychology. Ils ont d'ailleurs tous les trois écrit ensemble une série d'études sur ce thème. Leurs thèses rencontraient dans une certaine mesure les vues d'Anna Freud telles qu'elles sont exposées dans son ouvrage Le Moi et ses mécanismes de défense.

## Selon ses détracteurs
En France, dès les années 1950 de nombreux psychanalystes se sont opposés à l'ego-psychology. Cela peut paraître surprenant car Rudolph Loewenstein a été, avant son départ pour les États-Unis, l'analyste de plusieurs d'entre eux. Il s'agissait, pour beaucoup, kleiniens, freudiens et lacaniens de combattre une vision de la psychanalyse qui ne privilégierait qu'une visée adaptative de la cure.
Un point de vue différent a été développé par Carl Gustav Jung dès les années 1910 : pour lui le Moi doit tenir ensemble les nécessités des deux mondes, interne (du sujet) et externe (dont la société n'est qu'un élément).